# Arriva la bufera
Arriva la bufera è un film del 1992, diretto da Daniele Luchetti, interpretato da Diego Abatantuono, Silvio Orlando e Margherita Buy. Vincitore del David di Donatello per la miglior attrice non protagonista a Marina Confalone. Nonostante il tono surreale è ricco di spunti e riflessioni sulla situazione italiana contemporanea.

## Trama
Il giudice milanese Damiano Fortezza, uomo mediocre e triste reduce dall'abbandono della fidanzata e dalla conseguente crisi personale, è inviato in una cittadina del Sud Italia sovrastata da un minaccioso vulcano quiescente e da discariche abusive. Qui si rende conto che il paese è controllato dalle sorelle Fontana: l'arcigna e battagliera Emma, la cantante Esmeralda, ed Eugenia, che sono interessate all'appalto dell'inceneritore pubblico, di prossima costruzione. Eugenia è prossima sposa dell'avvocato Mario Solitudine, noto truffatore e faccendiere che tiene le fila degli affari di famiglia. Conoscendola, il giudice si innamora di lei e, scoperte le trame dell'avvocato -che ritiene essere solo un cinico faccendiere, non realmente innamorato della donna nonostante le dedichi, da anni, romantiche poesie- lo fa arrestare proprio sull'altare, ed incarcerare. L'avvocato, sofferente di ansia nervosa, viene colto da un attacco ed è ricoverato in ospedale. Pur di liberare Mario, Eugenia cerca di corrompere Damiano offrendo se stessa e il suo corpo, ma egli se ne è innamorato e non accetta una simile proposta. Alla fine il giudice, commosso e persuaso dal sincero amore di Eugenia, fa fuggire Mario approfittando della sua traduzione dall'ospedale al carcere: l'avvocato così fugge, dandosi alla latitanza. Rimasto solo con Eugenia, il giudice è da lei abilmente sedotto, e quindi ne chiede la mano. Ma proprio nel momento delle nozze e del fatidico "sì", il vulcano vicino al paese si sveglia, causando non un'eruzione, bensì un potente terremoto che fa saltare in aria l'inceneritore, che ricopre surrealmente il paese d'immondizia. Alla fine, il giudice parte per la luna di miele in yacht con Eugenia, e al largo vengono raggiunti dall'avvocato Mario Solitudine. Avendo capito il forte sentimento che lega i due al di là degli affari, Damiano li lascia partire insieme, e torna indietro con il motoscafo di Mario, cantando e piangendo 'O paese d' 'o sole, sulla terraferma ormai sconquassata dalle macerie del terremoto e dai rifiuti.

## Riconoscimenti
- 1993 - David di Donatello
  - Miglior attrice non protagonista a Marina Confalone

## Curiosità
Il titolo di lavorazione del film era Dentro il vulcano, ma venne poi cambiato dal regista  "per cavalcare l'effetto Di Pietro" .
Il treno che si vede transitare quando Damiano Fortezza (Diego Abatantuono) si trova alla stazione è un'automotrice della Ferrovia Circumetnea, mentre la stazione (la stessa dove Diego Abatantuono si reca per telefonare alla sua fidanzata dal telefono pubblico, nonché dove incontra per la prima volta Eugenia Fontana) è quella di Paternò.